# بانثر كيه إف51
بانثر كيه إف51 هي دبابة قتالية ألمانية تحت التطوير من قبل شركة راينميتال. كُشف عنها رسميًّا خلال معرض للصناعات الدفاعية في 13 يونيو 2022.